# Palaeotheriidae
Famille
Les Palaeotheriidae (ou palaeotheridés en français), forment une famille éteinte de mammifères herbivores liés aux tapirs et aux rhinocéros et probablement aux ancêtres des chevaux. Ils vivaient partout en Europe et en Asie au cours de l'Éocène supérieur et de l'Oligocène il y a environ entre 38 et 23 Ma (millions d'années).
Ils vivaient dans les forêts denses, mangeaient les feuilles molles, des pousses, des baies, et de la matière de feuilles retirée du sol de la forêt.

## Morphologie
La taille des palaeotheridés variait de 20 à 75 cm au garrot et ils pesaient environ 10-30 kg (140 cm et 350 kg pour Palaeotherium magnum).

## Liste des genres
Selon Paleobiology Database (20 février 2014) :
- genre Anchilophus ;
- genre Hyracotherium ;
- genre Lophiotherium ;
- genre Palaeotherium ;
- genre Paraplagiolophus ;
- genre Propachynolophus.